# Jorge Díaz Cortés
Jorge Díaz Cortés   (Alacant, 1962) és un guionista i escriptor alacantí. Va passar la seva infància a Portugal però a la seva tornada es va llicenciar en periodisme per la Universitat Complutense de Madrid. Ha treballat com a guionista en els programes Tan Contentos, El Club de los espabilados o La Noche Prohibida i ha escrit guions en sèries com Hospital Central, El don de Alba, Ciega a citas, Víctor Ros o Acacias 38. El 2009 va publicar la seva primera obra, Los números de elefante, sobre la vida dels emigrants espanyols a Rio de Janeiro durant els anys 50. Després va publicar les novel·les històriques La justícia de los errantes (2012), Cartas a palacio (2014) i Tengo en mi a todos los sueños del mundo (2016). El 2021, sota el pseudònim Carmen Mola i juntament amb Antonio Mercero i Agustín Martínez, va guanyar el premi Planeta, dotat amb un milió d'euros, amb la novel·la "La bestia".